# 元和本源氏物語
元和本源氏物語（げんなほんげんじものがたり）とは、江戸時代初期に刊行された古活字本の源氏物語の版本の一つである。元和年間に刊行されたとの刊記を持つためこの名で呼ばれている。

## 概要
この「元和本源氏物語」は、単に「源氏物語」とのみ題されており固有の表題を持たないことから「無印源氏」（むじるしげんじ）と、また挿絵や注釈を持たず源氏物語の本文のみを内容としていることから「素源氏」などと呼ばれることもある初期の版本の一つである。刊記は持っており、1623年（元和9年）夏の刊行であることは分かるため「元和本源氏物語」とよばれている。「落陽二条通鶴屋町富社哥鑑開板」との刊記を持つため嵯峨本などと同様に京都で出版されたことは分かるものの、これがどのような人物であるのかは不明である。

## 本文
元和本源氏物語の本文は他のさまざまな源氏物語の版本と同様三条西家本系統の青表紙本である。ただし詳細に見ると「伝嵯峨本源氏物語」に始まり「絵入源氏物語」、「首書源氏物語」、「源氏物語湖月抄」という主流となった源氏物語の版本の本文とはわずかながら異なっており、本「元和本源氏物語」と「無刊記整版本源氏物語」、「版本万水一露」といった刊本で一つのグループを形成している。来歴の確かな写本を元にしたのではなく何らかの末流写本を元にしたのではないかと考えられている。河海抄などの注釈書に引かれる河内本の本文に合わせたと見られる異文もあるものの、由来の不明な異文も少なくない。